# 駝鹿測試

駝鹿測試（英語：或），中文常译为麋鹿測試，為一種在瑞典用於測試車輛（通常是汽車）躲避前方突然出現的障礙（例如從公路旁躥出的駝鹿等大型野生动物）之應急性能測試，車輛的安全性測試。這一測試在瑞典已有了幾十年的歷史。

## 測試過程
這一測試須在鋪裝路面上進行。若干個交通錐筒按照S形排列成兩列，以模擬雙向雙車道公路上的障礙、車道線和路肩。在駕車進入測試路段時，測試員應在不踩剎車和油門的情況下迅速變線至逆行道以躲避障礙，隨後迅速變線回到本車道以免妨礙對面來車的正常行駛。如成功完成則換由副駕駛員繼續進行下一次測試，此時車輛初始速度應小幅提升，之後如此循環直至車輛在測試中撞倒樁筒或失控（指輔助輪觸地）為止。衡量駝鹿測試成績的指標是最後一次成功完成測試的平均速度。通常應急性能較出色的汽車能夠以70-80km/h（大約相當於45-50mph）的平均速度成功完成測試。 

## 歷史
駝鹿測試真正為世人所知是在1997年。這一年瑞典汽車雜誌《技術世界》的記者在對新款的梅塞德斯-奔馳A級（Mercedes-Benz A-Class）進行駝鹿測試時發生了翻車事故。諷刺的是，幾十年前設計、以糟糕的品質著稱的東德國民車衛星（Trabant）卻順利完成了測試。 羅馬尼亞製造的達契亞洛甘（Dacia Logan）也沒有成功完成測試。不過之後的檢查發現造成測試失敗的原因是之前的各種極端測試嚴重磨損了輪胎，大大降低了抓地力。
A-class在駝鹿測試中的翻車使戴姆勒-奔馳（Daimler Benz）高層大為震驚。剛剛推出的A級新車，因為暴露出了未發現的安全隱患，不得不只能暫時停產，並召回已售出的2,600輛新車及一些懸架零部件，由廠方對車輛對懸架進行重新調校，並將電子穩定程序（ESP）作為全系列的標準配置。 A級的翻車也大大改變了歐洲汽車市場的消費觀念。在媒體的大肆宣傳之下，消費者普遍意識到了電子穩定程序的重要性。其他汽車廠商為了避免出現這樣的尷尬，也紛紛群起效仿戴姆勒-奔馳，先後將電子穩定程序作為他們大部分在歐洲市場銷售的車型的標準配置。在這一系列餘波的共同作用之下，西歐（特別是德國）成為了世界上新車ESP裝配率最高的地區。其中西歐市場的新車ESP裝配率在2005年達到了44%，在德國這一數據更是達到了72%。 因此業界普遍認為，駝鹿測試在電子穩定程序的普及中起了非常重要的作用。 
而“駝鹿測試”這一名詞（德語為）在此之後也被德國記者開發出了新的用途。 “駝鹿測試”在德國已不僅僅用於指代模擬駝鹿突然在公路上出現的汽車應急測試。德國的記者還常常用“駝鹿測試”來代稱德國國家隊和瑞典國家隊之間的足球比賽。
“駝鹿測試”也常常被新聞界用於形容一些考驗產品品質的嚴苛測試。

### 薩博駝鹿測試
在薩博（Saab）內部，對本品牌產品進行的駝鹿測試的條件比通常意義上的駝鹿測試更為嚴酷。測試車在按照規定線路完成測試之後，還需要經受撞擊測試。撞擊目標是一隻“模型”駝鹿。模型駝鹿的尺寸、重量及體重分佈與真實駝鹿大致相仿。在瑞典，汽車與駝鹿等突然出現在路面上的動物相撞的案例在所有交通事故中佔據了相當可觀的比例。而薩博也正是為了模擬這一道路事故的常見情形，別出心裁地設計了這一測試內容。通過總結測試反映出的問題，薩博針對其產品做了相應改進。其中最重要的部分是對擋風玻璃進行加固，以防止駝鹿尖銳的角和壯實的身軀撞碎玻璃進入乘員艙，對乘員的生命構成威脅。